# Fairmont Hotel Vancouver
Il Fairmont Hotel Vancouver è uno storico albergo di Vancouver in Canada. Situato lungo la West Georgia Street nel centro-città di Vancouver, venne aperto nel maggio del 1939. Progettato dagli architetti John Smith Archibald e John Schofield sulle forme di un castello francese, l'edificio è alto 110,6 metri e conta 17 piani, rimanendo l'edificio più alto della città fino al completamento della Torre TD nel 1972.